# Угорські державні залізниці
Угорські державні залізниці (угор. Magyar Államvasutak, MÁV) — угорська залізнична компанія, національний оператор залізничних перевезень в Угорщині з головним офісом у Будапешті. Складається з підрозділів «MÁV START Zrt.» (пасажирський транспорт), «MÁV-Gépészet Zrt.» (технічне обслуговування) та «MÁV-Trakció Zrt.» (тяговий рухомий склад). 2007 року підрозділ вантажного транспорту «MÁV Cargo Zrt.» було продано Австрійським федеральним залізницям.

## Історія

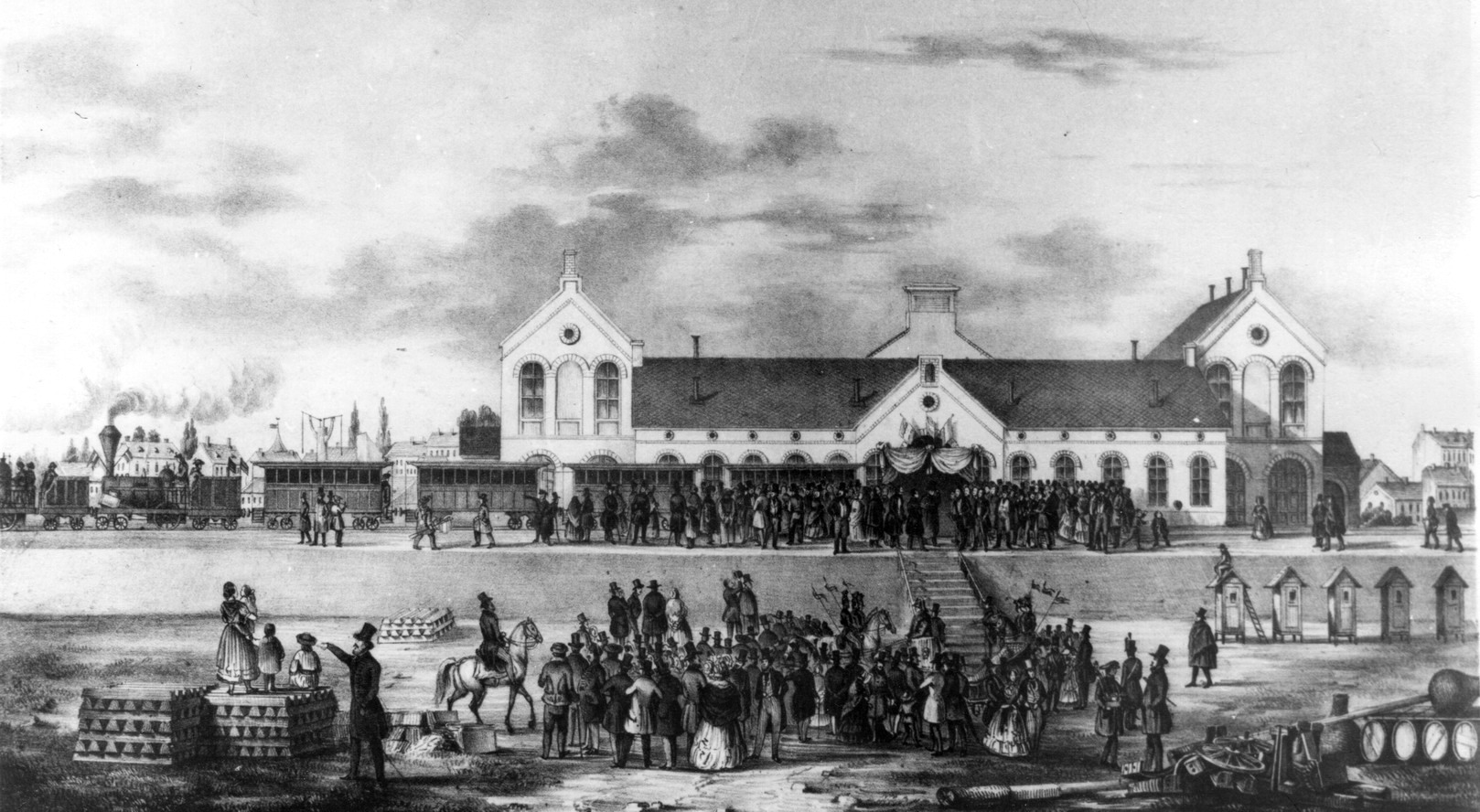
Церемонія відкриття першої угорської залізничної лінії (1846)

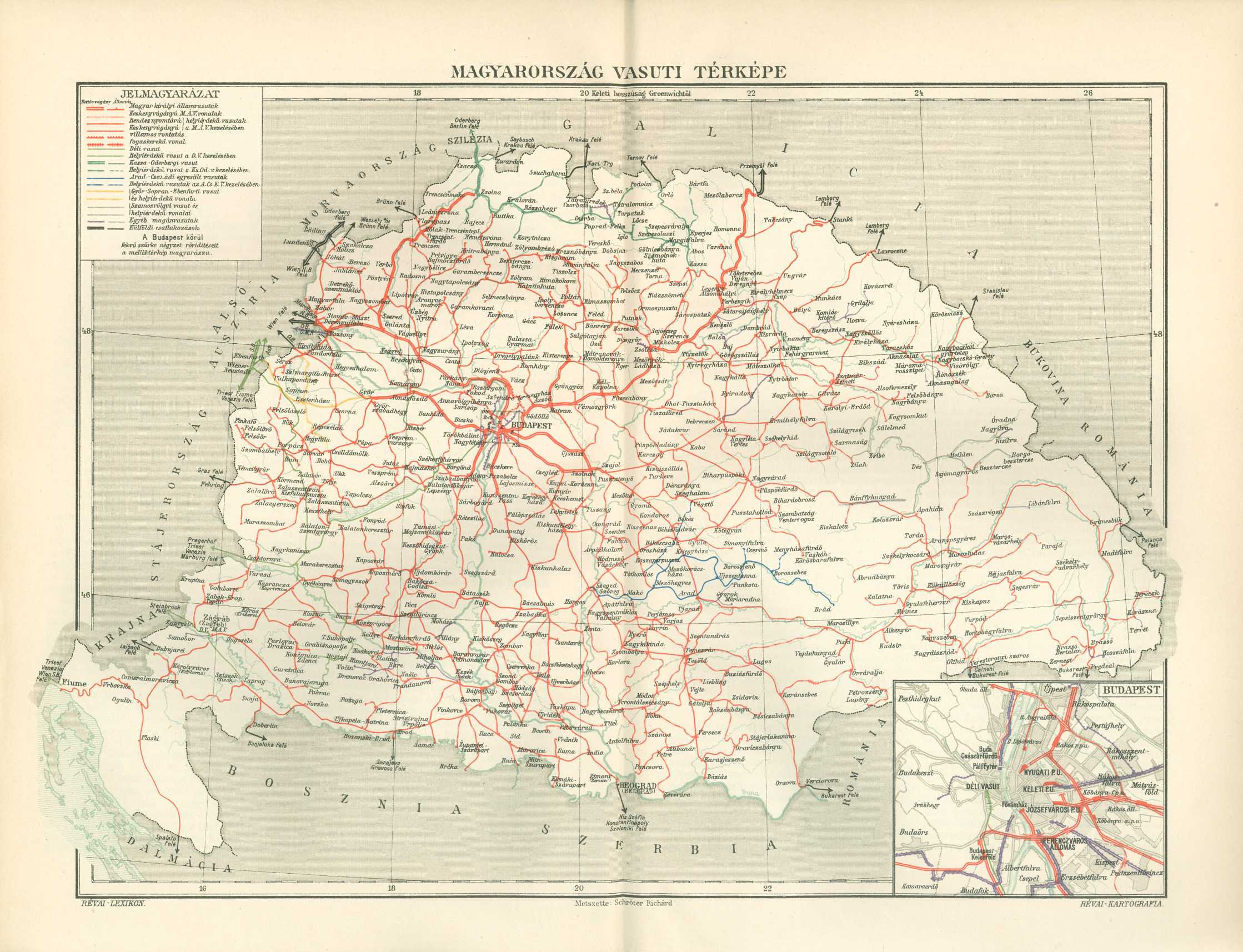
Залізнична мережа Королівства Угорщини у 1913 р. Червоними лініями показано Угорські державні залізниці, синіми, зеленими і жовтими лініями позначено залізниці, якими володіли приватні компанії

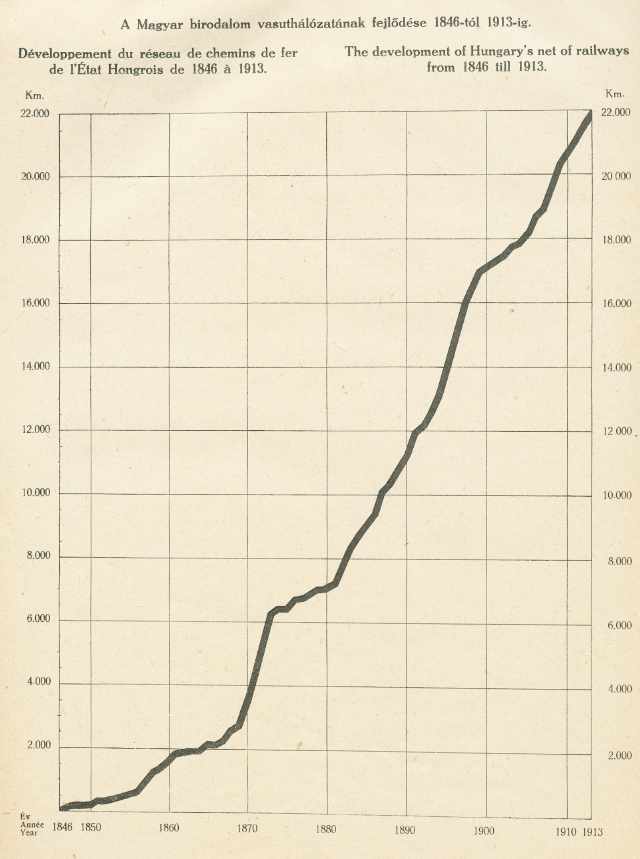
Розвиток угорських залізниць у 1846—1913 рр.

Першу паровозну залізничну лінію було відкрито 15 липня 1846 року між Пештом і Вацом. Ця дата вважається днем народження угорських залізниць. Поет-романтик Шандор Петефі, пізніший ватажок Угорської революції 1848 року, проїхав у першому поїзді, написавши принагідний вірш, де передрікав, що рейки з'єднають Угорщину, як кровоносні судини в організмі людини.
Після провалу революції наявні залізничні вітки націоналізувала Австрійська держава, побудувавши також нові. В результаті австро-сардинської війни наприкінці 1850-х років усі ці лінії було продано австрійським приватним компаніям. У цей час фірма «Ganz» винайшла метод виробництва дешевих, але міцних залізних залізничних коліс, що значною мірою сприяло розвитку залізниць у Центральній Європі.
Після австро-угорського компромісу 1867 року, який створив дуалістичну монархію Австро-Угорщину, транспортні питання ввійшли до кола відповідальності угорського уряду, який також успадкував обов'язок підтримувати місцеві залізничні компанії. Це обернулося значними витратами: у 1874 фінансовому році 8 % річного бюджету припадало на субсидії залізничним підприємствам.
Метою було прибрати до рук та експлуатувати угорські головні колії. Відгалуження (другорядні, з'єднувальні, під'їзні колії) будували приватні компанії. Коли закон 1884 року дозволив створення залізничних компаній спрощеним чином, було засновано багато невеличких фірм-розпорядників другорядних колій. Однак вони, як правило, тільки будували лінії, а потім укладали договір з «MÁV» на їх експлуатацію. Таким чином, вони не володіли ні локомотивами, ні іншим рухомим складом. «MÁV» укладав контракт лише в тому разі, якщо лінія, оснащення та будівлі були споруджені відповідно до стандартів «MÁV». Це допомогло збудувати стандартні станційні будинки, деповські споруди і супутні пристосування — все за правилами «MÁV».
Через відносно високі ціни інтенсивність руху в Угорщині була значно нижчою, ніж в інших країнах. Щоб змінити це, міністр внутрішніх справ Габор Баросс запровадив 1889 року зональну тарифну систему, яка привела до зниження цін на пасажирські поїздки та перевезення вантажів, але це спричинило швидке зростання і першого, і другого, тим самим збільшивши загальні прибутки.
1890 року внаслідок поганого управління більшість приватних залізничних компаній було націоналізовано.
До 1910 року Угорські державні залізниці стали однією з найбільших європейських залізничних компаній як за розгалуженістю мережі, так і за фінансами. Однак за прибутковістю «MÁV» завжди відставала від більшості західноєвропейських компаній, чи то державних, чи приватних. У ті роки значною мірою оформилася угорська залізнична інфраструктура, при цьому топологія і далі зосереджувалася на Будапешті.
До 1910 року загальна протяжність залізничних мереж Угорського королівства досягла 22 869 км, угорська мережа пов'язала понад 1490 населених пунктів. Близько половини (52 %) залізниць Австро-Угорської імперії були побудовані в Угорщині, таким чином густота залізниць там стала вищою, ніж у Цислейтанії. Це поставило угорські залізниці на 6-те місце у світі (попереду таких країн, як Німеччина чи Франція).
1911 було введено нову систему нумерації локомотивів, яка застосовувалася до початку XXI ст. і використовується досі для придбаного раніше тягового рухомого складу. Позначення містить вказівку на кількість ведених осей і максимальне навантаження на вісь локомотива.
Наприкінці Першої світової війни, після Тріанонського мирного договору, який урізав територію Угорського королівства на 72 %, залізнична мережа скоротилася від близько 22 000 до 8 141 км, а власна мережа «MÁV» зменшилася з 7 784 до 2 822 км. На кінець Першої світової кількість товарних вагонів становила 102 000, але після 1921 року тільки 27 000 залишилось в Угорщині, з них у робочому стані — 13 000. Загальна кількість локомотивів у 1919 р. становила 4 982, але після мирного договору в Угорщині залишилося тільки 1666. Оскільки нові кордони Угорщини перетнули чимало наявних залізничних колій, більшість таких другорядних ліній були покинуті. На головних коліях довелося будувати нові прикордонні станції з митними спорудами та локомотивними парками.
Між світовими війнами розпочався процес електрифікації, заснований на патенті Кальмана Кандо на однофазну тягу змінного струму потужністю 16 кВ 50 Гц та його недавно розроблений локомотив MÁV V40, який застосовував обертовий перетворювач числа фаз для перетворення струму високої напруги з контактної мережі на багатофазний струм з регульованою низькою напругою, який подавався на одиночний багатофазний індукційний двигун змінного струму. Більшість вантажних і пасажирських поїздів на головних лініях тягали паровози «MÁV клас 424». До 1935 57 % перевезень на другорядних лініях виконувалися 4- або 6-колісними бензиновими, а згодом і дизельними моторними вагонами класу «BCmot». Решта пасажирської мережі «MÁV» обслуговувалася повільними, ще довоєнними паротягами і вагонами з дерев'яними лавками 3-го класу (які угорською звалися «фападош» (угор. fapados) — назва, що нині застосовується до дешевих авіаперевізників).
На початку 1930-х майже всі угорські оператори другорядних ліній через Велику депресію збанкрутіли. Таким чином, «MÁV» стала єдиним значним залізничним оператором в Угорщині в умовах, коли вага декількох інших незалежних залізничних компаній (GySEV, AEGV) майже зійшла нанівець.

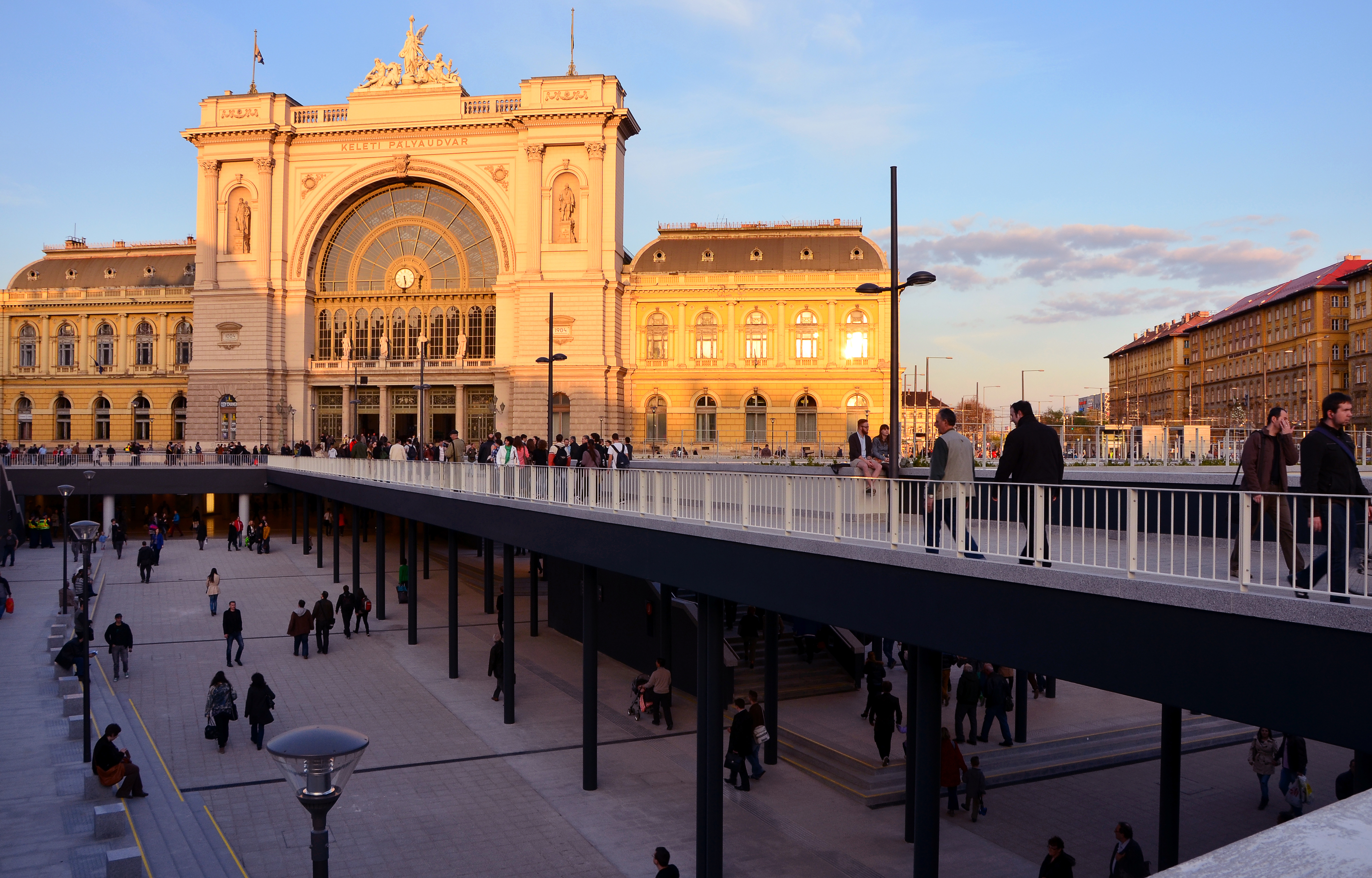
Східний залізничний вокзал у Будапешті

Ближче до кінця Другої світової війни угорська залізнична система зазнала величезних руйнувань. Більш ніж половина головних колій і чверть другорядних ліній вийшли з ладу. 85 % усіх мостів було знищено, 28 % усіх будівель зруйновано, а ще 32 % стали непридатними. Рухомий склад було або знищено, або розділено між багатьма іншими європейськими країнами. Лише 213 локомотивів, 120 моторними вагонам (в останні дні війни не було пального для їх вивезення), 150 пасажирських і 1900 товарних вагонів були в робочому стані. Їх розцінила як трофеї і забрала совєтська Червона Армія.
Після Другої світової війни колії, будівлі та обладнання для техобслуговування і ремонту величезними зусиллями полагодили за порівняно короткий час. До 1948 року більша частина залізничної системи була приведена до ладу, більше часу для відбудови потребували деякі великі мости. Першу електрифіковану ділянку було введено в експлуатацію вже до жовтня 1945 року. Червона Армія продала назад конфіскований рухомий склад, а з Австрії та Німеччини повернули локомотиви. Для прискорення реконструкції «MÁV» придбала 510 паротягів «USATC S160 Class», які стали називатися «MAV клас 411».
У 1950-х роках Угорська соціалістична робітнича партія розгорнула прискорену індустріалізацію, де залізниця бачилася основою цих зусиль. Перевантажені потяги возили занехаяні локомотиви по коліях низької якості. Встановлювалися нереалістичні п'ятирічні плани; їх невиконання розцінювалося як саботаж. Після закономірних за таких обставин нещасних випадків залізничників судили на показових процесах, а іноді навіть виносили смертні вироки.
Весь час тривало виробництво паровозів, але спочатку в невеликій кількості, оскільки угорська промисловість була цілковито зайнята виконанням радянських замовлень у рахунок воєнних репарацій. Серед них паровози радянських конструкцій, легкові й вантажні автомобілі та багато інших товарів. Розпочалося розроблення тепловозів. Наступник локомотивів «Kandó V40» клас V55 виявився невдалим, і «MÁV» вирішила більше не придбавати двигуни з фазоперетворювачем.
Під час Угорської революції 1956 року залізниці серйозно не постраждали. Після її придушення було поновлено систему п'ятирічок, але з меншими цілями. 1958 року в Угорщині припинено виробництво паровозів. Натомість виготовили тепловози з електричною передачею потужністю 600 к. с. (клас М44) і маневрові тепловози з гідравлічною передачею потужністю 450 к. с. (клас М31).

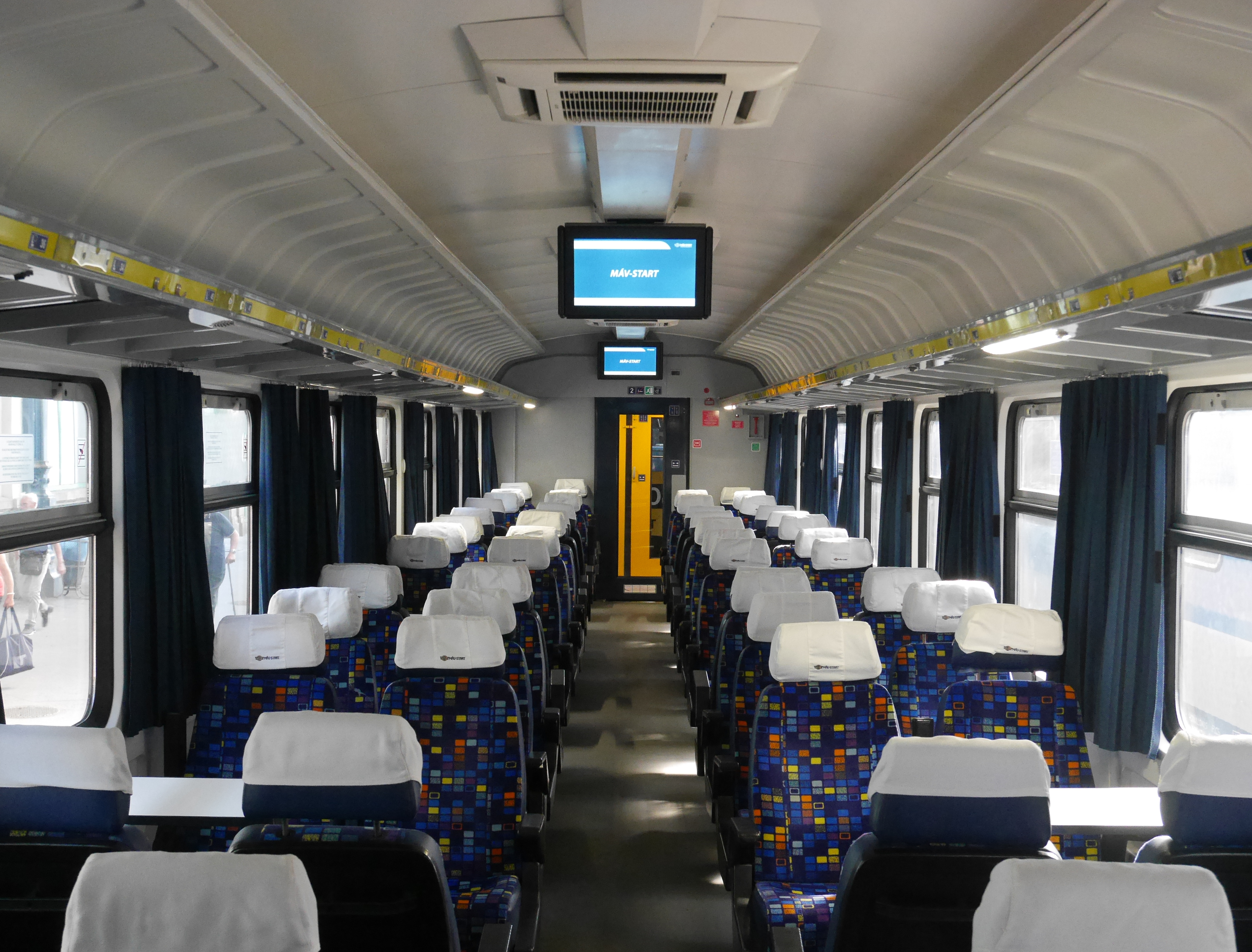
Всередині вагона InterCity

До 1964 року надійшов в експлуатацію сконструйований у Німеччині та збудований в Угорщині чотиривісний електровоз MÁV клас V43 потужністю 25 кВ змінного струму і 50 Гц. Врешті, близько 450 одиниць цього надійного локомотива стали головними «робочими конячками» «MÁV» у пасажирських та вантажних перевезеннях. Із СРСР надійшли тепловози М62, а зі Швеції — американські ліцензійні М61. Однак поточне утримання колії повсякчас залишалося поганим, не дозволяючи рухомому складу використовувати мережу на повну силу.

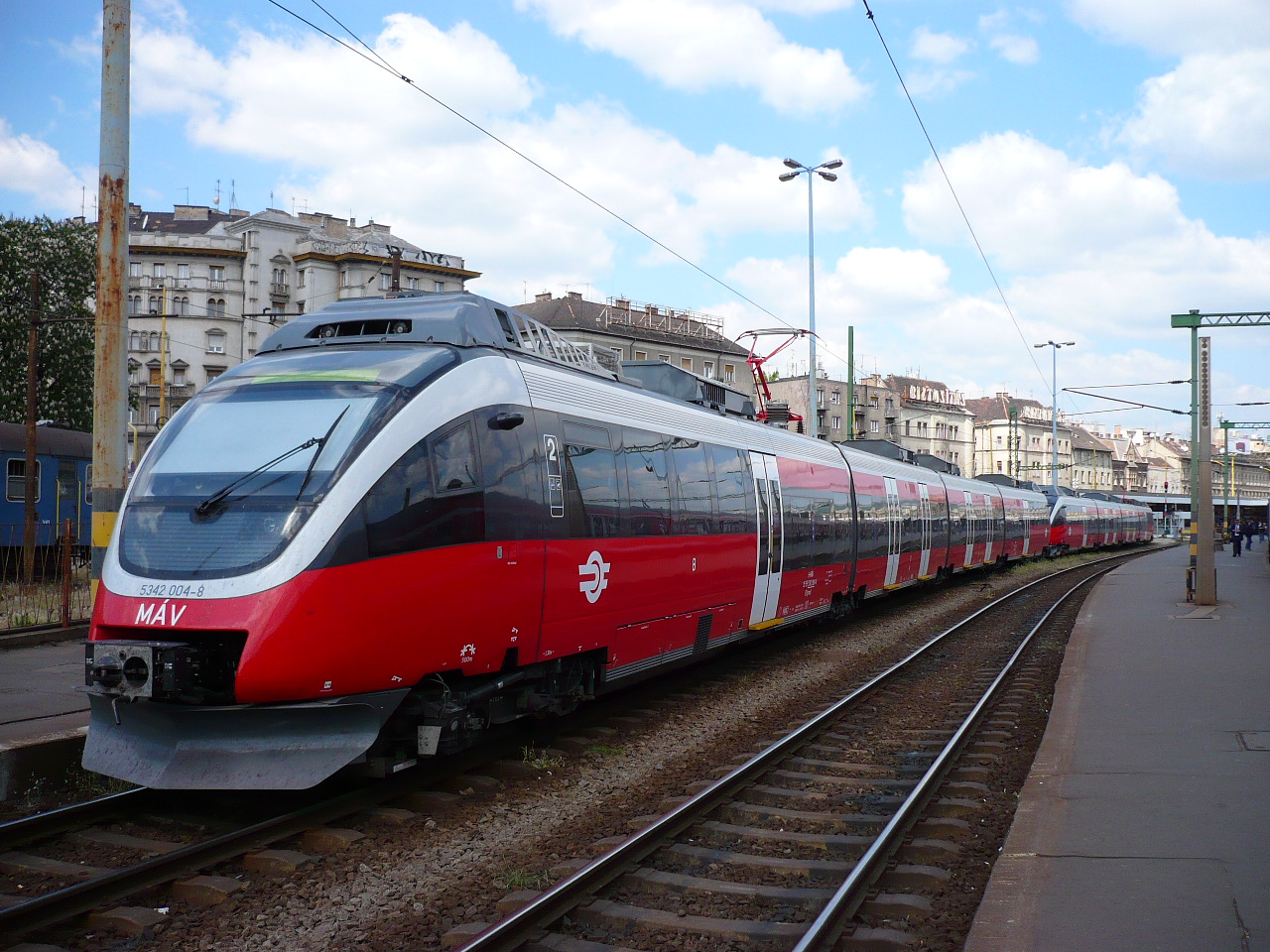
Поїзд угорських залізниць марки Bombardier Talent під час зупинки на вокзалі Будапешт-Делі

На сьогодні найвищою швидкістю поїздів Угорщини залишається 120 км/год (в особливих випадках — 160 км/год), попри те, що з'явилася можливість осучаснити мережу, особливо колії Транс'європейських транспортних мереж, за кошти ЄС, оскільки через Угорщину як центральноєвропейську державу проходить багато важливих колій. У 90-х рр. Угорські державні залізниці поступово відмовилися від своїх найбільш провінційних маршрутів, але завдяки політичному тиску масштабне скорочення пасажирських перевезень було заблоковано. Однак якість загального пасажирського обслуговування з моменту переходу Угорщини до капіталізму значно погіршилася, позаяк «MÁV» зосередилася на більш вигідних вантажоперевезеннях. Відносно мало людей через незбалансовану топографію угорської залізничної мережі мають доступ до високоякісних швидкісних поїздів «Інтерсіті». Подальшому розширенню також перешкоджає нестача якісних пасажирських вагонів.

## Експлуатаційна мережа
Загальна довжина залізничних колій 7606 км: 
- Європейська колія — 7394 км.
- Російська колія — 36 км.
- Вузькоколійна залізниця — 176 км.